# GameDaily
GameDaily (GD) fue un sitio web de periodismo de videojuegos con sede en Estados Unidos.
Fue lanzado en 1995 por el empresario Mark Friedler con el nombre de Gigex y se centró en descargas gratuitas de demostración de juegos. El sitio cambió su modelo comercial de una tarifa plana por descarga de red de servicios distribuidos CDN a un portal de contenido de juegos basado en publicidad, distribución de contenido y red publicitaria vertical. El sitio también operaba el servicio de noticias comerciales GameDaily Biz.
La red creció hasta la posición número uno en la categoría Juegos / Información de juegos de ComScore en marzo de 2005 y fue adquirida por AOL el 16 de agosto de 2006. El sitio ofrecía artículos sobre diferentes temas de videojuegos, con muchas listas de clasificación de juegos.
En 2011, se retiró la marca GameDaily. Su personal y contenido se fusionaron con Joystiq, otro sitio web de videojuegos propiedad de AOL.